# 诺沃塞利察 (日梅林卡区)
49°10′7″N 28°2′51″E / 49.16861°N 28.04750°E
诺沃塞利察（烏克蘭語：Новоселиця），是烏克蘭的村落，位於該國西南部文尼察州，由日梅林卡區日梅林卡市镇負責管轄，面積1.42平方公里，海拔高度304米，2001年人口331，人口密度每平方公里233.43人。